# Birkat ha-Minim
Birkat ha-Minim (hebr: ברכת המינים, „Błogosławieństwo heretyków”, dosł.: „I dla oszczerców”) – formuła stanowiąca Dwunaste błogosławieństwo w żydowskiej modlitwie Amida (modlitwa Osiemnastu Błogosławieństw). Treść modlitwy stanowi wezwanie do okazania boskiego gniewu na heretyków (Minim), którzy zagrażali integralności Żydów.

## Powstanie
Według traktatu Berachot 28b-29a w wersji Talmudu Babilońskiego, tekst ułożył Samuel ha-Katan na polecenie Rabbiego Gamaliela II pod koniec I wieku n.e. w Jawne. Traktat ten przedstawia okoliczności redakcji tekstu następująco:

Nasi rabini uczyli: Szimon ha-Pakuli ułożył według porządku osiemnaście błogosławieństw w obecności Rabbana Gamaliela w Jawne. Rabban Gamaliel powiedział do mędrców: Czy może ktoś z was ułożyć błogosławieństwo dotyczące Minim? Rabbi Szmuel ha-Katan powstał i ułożył je.

{{Cytat}} Brakujące pola: treść. Przestarzałe pola: 1.

## Warianty tekstu
Uri Ehrilch oraz Ruth Langer w artykule Earliest texts of the Birkat Haminim szczegółowo przeanalizowali 86 manuskryptów, odnalezionych głównie w genizie kairskiej a zawierających treść przysięgi, i podzielili je na siedem rodzin tekstualnych. Pierwsze dwie rodziny należą do wcześniejszej redakcji palestyńskiej. Pozostałe należą do redakcji babilońskiej.
W poniższej tabeli zaprezentowano wszystkie warianty tekstu Birkat ha-Minim
| Rodzina 1 (8 manuskryptów)                                                      | Rodzina 2 (2 manuskrypty)                                                       | Rodzina 3 (8 manuskryptów)                                                          | Rodzina 4A (21 manuskryptów)                                                        | Rodzina 4B (17 manuskryptów)                                                            | Rodzina 5 (6 manuskryptów)                                                          | Rodzina 6 (24 manuskryptów)                                                         |
| ------------------------------------------------------------------------------- | ------------------------------------------------------------------------------- | ----------------------------------------------------------------------------------- | ----------------------------------------------------------------------------------- | --------------------------------------------------------------------------------------- | ----------------------------------------------------------------------------------- | ----------------------------------------------------------------------------------- |
| Dla odstępców niech nie będzie nadziei,                                         | Dla odstępców niech nie będzie nadziei;                                         | Dla odstępców niech nie będzie nadziei;                                             | Dla odstępców niech nie będzie nadziei;                                             | Dla odstępców niech nie będzie nadziei;                                                 | Dla odstępców niech nie będzie nadziei;                                             | Dla odstępców niech nie będzie nadziei;                                             |
| jeśli nie powrócą do Twojego Prawa;                                             |                                                                                 |                                                                                     |                                                                                     |                                                                                         |                                                                                     |                                                                                     |
|                                                                                 |                                                                                 |                                                                                     |                                                                                     |                                                                                         | A Minim niech zaraz wyginą;                                                         |                                                                                     |
|                                                                                 |                                                                                 |                                                                                     |                                                                                     |                                                                                         | A wrogowie Twojego ludu niech będą usunięci;                                        |                                                                                     |
|                                                                                 | A zuchwałą władzę niezwłocznie wykorzeń za naszych dni;                         | A zuchwałą władzę niezwłocznie wykorzeń za naszych dni;                             | A zuchwałą władzę niezwłocznie wykorzeń, zniszcz za naszych dni;                    | A zuchwałą władzę niezwłocznie wykorzeń, zniszcz i uniż za naszych dni;                 | A zuchwałą władzę niezwłocznie wykorzeń, zniszcz za naszych dni;                    | A zuchwałą władzę niezwłocznie wykorzeń za naszych dni;                             |
| Nocrim i Minim niech zaraz wyginą;                                              | Nocrim i Minim niech zaraz wyginą;                                              | Nocrim i Minim niech zaraz wyginą;                                                  | Nocrim i Minim niech zaraz wyginą;                                                  | Nocrim i Minim niech zaraz wyginą;                                                      |                                                                                     |                                                                                     |
| Niech będą wymazani z Księgi Życia i ze sprawiedliwymi niech nie będą zapisani; | Niech będą wymazani z Księgi Życia i ze sprawiedliwymi niech nie będą zapisani; |                                                                                     |                                                                                     |                                                                                         |                                                                                     |                                                                                     |
|                                                                                 |                                                                                 |                                                                                     | A wrogowie Twojego ludu oraz jego prześladowcy niech będą usunięci;                 | A wrogowie Twojego ludu oraz jego prześladowcy niech będą usunięci;                     |                                                                                     |                                                                                     |
|                                                                                 |                                                                                 |                                                                                     |                                                                                     | I złam jarzmo pogan z naszych karków i spraw, aby nasi wrogowie nie wracali do zdrowia; |                                                                                     |                                                                                     |
| Błogosławiony jesteś Ty, Panie, który ujarzmiasz zuchwałych.                    | Błogosławiony jesteś Ty, Panie, który ujarzmiasz zuchwałych.                    | Błogosławiony jesteś Ty, Panie, który niszczysz występnych i ujarzmiasz zuchwałych. | Błogosławiony jesteś Ty, Panie, który niszczysz występnych i ujarzmiasz zuchwałych. | Błogosławiony jesteś Ty, Panie, który niszczysz występnych i ujarzmiasz zuchwałych.     | Błogosławiony jesteś Ty, Panie, który niszczysz występnych i ujarzmiasz zuchwałych. | Błogosławiony jesteś Ty, Panie, który niszczysz występnych i ujarzmiasz zuchwałych. |

Użyty w tekście termin „odstępcy” (meshummadim) odnosi się do apostatów kolaborujących z władzą rzymską. Słowem Nocrim określano początkowo Jezusa Nazarejczyka a później jego uczniów, a Minim - heretyków żydowskich.

## AdresaciBirkat ha-Minim

### Judeochrześcijanie
Niektórzy uczeni twierdzą, że wersja Dwunastego błogosławieństwa zawierająca terminy Nocrim i Minim jest wersją pierwotną i skierowaną przeciwko judeochrześcijanom. Składają się na to trzy czynniki:
1. Świadectwa wczesnych Ojców Kościoła o praktyce przeklinania chrześcijan w synagogach. Wspominają o niej Justyn Męczennik w Dialogu z Żydem Tryfonem (16,4; 47,4; 93,4; 95,4; 96,2; 108,3; 123,6; 133,6; 137,2)[8]; Orygenes w Homilii do Jeremiasza (19,12) oraz Homilie II.2 do Psalmu 37[9], Epifaniusz w dziele Panarion (29,9,1[10]; 69,81,7[11]), Hieronim w Komentarzu do Amosa (1,11-12)[12], Komentarzu do Izajasza (5,18-19[13]; 49,7[14]; 52,4-6[14]) oraz Liście do Augustyna (112,13)[15].
2. Wersja ta należy do najstarszej tradycji tekstualnej i jako taka nie może być pominięta.
3. W Ewangelii według Jana trzykrotnie występuje termin ἀποσυνάγωγος (J 9, 22;  12, 42; 16, 2), który oznacza „wykluczony z synagogi”[16]. Ekskomunika chrześcijan z synagogi stanowiła najwyraźniej skutek działania tej modlitwy.

### Ogół heretyków
Inni postulują, że modlitwa nie została napisana przeciwko wyznawcom Chrystusa. Uważają, że wzmianka o Nocrim jest elementem dołączonym do modlitwy między 175 a 325 rokiem, a termin Minim odnosi się do różnych form herezji. Argumenty, jakie przedstawiają są następujące:
1. Skoro Nocrim jak i Minim odnoszą się do tego samego, to dziwi ich synonimiczne użycie w pierwotnej wersji Dwunastego błogosławieństwa. W późniejszych źródłach amoraickich powstałych po 200 roku, termin Minim określał wszystkie grupy heretyckie, włącznie z judeochrześcijanami. Wynika z tego, że termin Nocrim zawężający znaczenie do judeochrześcijan, został dołączony właśnie w tym okresie.
2. Ojcowie Kościoła, Justyn oraz Orygenes, żyjący w II i w pierwszej połowie III wieku nie stosują terminu Nazarejczyk w odniesieniu do judeochrześcijan, a pojawia się on dopiero u Ojców żyjących w IV wieku, u Epifaniusza oraz Hieronima. Sugeruje to późne stosowanie tego terminu, co zbiega się z jego użyciem w źródłach amoraickich.
3. Ewangelista Jan mówiąc o wykluczaniu chrześcijan z synagogi nie nawiązuje w ogóle do jakiejś żydowskiej liturgicznej praktyki przeklinania heretyków. Nie wspomina o istnieniu specjalnej modlitwy na tę intencję.
4. Nie ma pewności, że w I i II wieku recytowano Amidach razem z Birkat ha-Minim. Świadczyć może o tym fragment pochodzący z traktatu Berachot 28b-29a w wersji Talmudu Babilońskiego: „Następnego roku, gdy je zapomniał [chodzi o twórcę Birkat ha-Minim Samuela ha-Katana], wówczas próbował przez dwie lub trzy godziny przypomnieć je sobie, lecz nie został z tego powodu wykluczony[2]”. Wzmianka ta wskazuje, że Samuel nie recytował Birkat ha-Minim razem z modlitwą Amida, podobnie jak i społeczność, z którą się modlił.
5. Termin Nocrim nie występuje w całym korpusie pism tanaickich. R. Kimelman sugeruje wręcz, że gdyby ten termin występował w pierwotnym tekście Dwunastego błogosławieństwa i to na pierwszym miejscu, to w nomenklaturze talmudycznej błogosławieństwo nosiłoby nazwę Birkat ha-Nocrim[19].
6. W Tosefcie Berachot III, 25 wspomniano o włączeniu do wcześniejszego tekstu błogosławieństwa fragmentu odnoszącego się do Minim. Czytamy tam: „Włączono [błogosławieństwo] heretyków do błogosławieństwa dla odstępców”. W traktacie Berachot IV, 8 w wersji Talmudu jerozolimskiego czytamy też: „Włączono [błogosławieństwo] Minim i grzeszników w [błogosławieństwo] o Tym, który ujarzmia zuchwałych”. Niektórzy uczeni wysuwają wniosek, że pierwotne błogosławieństwo było skierowane przeciwko „odstępcom” oraz „zuchwałym”, a dopiero później, prawdopodobnie w drugiej połowie II wieku, dołączono fragmenty odnoszące się do Nocrim oraz Minim[20].

## PierwowzórBirkat ha-Minim
W Misznie Berachot IV, 4 zawarto najstarszą wzmiankę, w której można dostrzec echa Birkat ha-Minim. 

Rabbi Jehoszua mówi: „Spacerujący w miejscu zagrożenia odmawia krótką modlitwę: ‘Wybaw, o Panie swój naród, Resztę Izraela. Niech na każdej krawędzi niegodziwości ich potrzeby będą przed Tobą. Błogosławiony bądź, o Panie, który wysłuchujesz modlitwy’”.

{{Cytat}} Brakujące pola: treść. Przestarzałe pola: 1.
Podobieństwa do treści modlitwy można znaleźć również w Mądrości Syracha 36,1-17, zwłaszcza we fragmencie:

Zmiłuj się nad nami, Panie, Boże wszechrzeczy, i ześlij bojaźń przed Tobą na wszystkie narody. Wznieś swą rękę nad obce narody, niech ujrzą twoją potęgę. (…) Wzbudź trwogę i zapłoń gniewem, zniszcz przeciwnika i poraź nieprzyjaciela. (…) Niech płomień gniewu pochłonie tego, kogo oszczędzono, zło czyniący Twemu ludowi niech zostaną wytraceni. Zetrzyj głowy wodzom nieprzyjaciół, którzy mówią: „Prócz nas nie ma nikogo!”.

{{Cytat}} Brakujące pola: treść. Przestarzałe pola: 1.
w 2 Księdze Machabejskiej 1, 24-29:

Panie, Panie Boże, Stwórco wszystkiego, budzący trwogę, mocny, sprawiedliwy i miłosierny, jedyny Królu i Dobroczyńco! Tylko Ty jesteś hojny. Tylko Ty jesteś sprawiedliwy, wszechmocny i wieczny. Ty wybawiłeś Izraela od wszelkiego zła. Ty wybrałeś naszych ojców i ich uświęciłeś. Przyjmij ofiarę za twój cały lud Izraela. Strzeż swojej własności i uświęć ją. Zgromadź naszą diasporę. Uwolnij tych, którzy służą innym narodom. Spójrz na wzgardzonych i wyśmiewanych. Niech poganie przekonają się, że Ty jesteś naszym Bogiem. Ześlij karę na tych, którzy nas uciskają, i na tych, którzy zuchwale nas znieważają. Utwierdź swój lud na twoim świętym miejscu, jak powiedział Mojżesz.

{{Cytat}} Brakujące pola: treść. Przestarzałe pola: 1.
oraz w apokryficznych Psalmach Salomona 4, 6-7:

Zgładź, Boże, obłudników żyjących razem ze świętymi, wyniszcz chorobą ciała i niedostatkiem. Boże, ujawnij czyny ludzi obłudnych. Pośmiewiskiem i wzgardą niech staną się czyny takich ludzi.

{{Cytat}} Brakujące pola: treść. Przestarzałe pola: 1.